# Покровка (Аургазинский район)
Покровка (баш. Покровка) — деревня в Исмагиловском сельсовете Аургазинского района Республики Башкортостана России.

## Население
| 2002 | 2009 | 2010 |
| ---- | ---- | ---- |
| 21   | ↘20  | ↘17  |

Согласно переписи 2002 года, преобладающие национальности — русские (62 %), украинцы (29 %).

## Географическое положение
Расстояние до:
- районного центра (Толбазы): 27 км,
- центра сельсовета (Исмагилово): 8 км,
- ближайшей железнодорожной станции (Белое Озеро): 34 км.